# 凱斯
《凱斯》（英語：Kes，又譯作《小孩與鷹》），1969年英國電影。肯·洛奇導演，托尼·加内特監製，这也是第二部由肯·洛奇执导的公开发行电影。
電影改編自巴里·海恩斯1968年的小說《小孩与鹰》，故事講述主角小孩比利·卡士柏（英語：Billy Casper）被學校、家庭及社會環境所塑造及壓抑，同時他飼養一隻鷹，名叫凯斯（英語：Kes），成為他唯一的朋友。在饲养鹰的过程中，比利首次感受到了外人对他的认同，可好景不长，他的哥哥因为比利偷拿了他赌马的钱将其鹰杀死，比利亲手将其埋葬。
《凱斯》是肯·洛奇成名之作，也被認為是英國史上最優秀的電影之一，在英國電影學會评选的「BFI百大英国电影」中位列第七。

## 概述
主角比利·卡士柏（英語：Billy Casper）與母親及兄長居住於礦產區的小鎮。除了成為當地的礦工，他的將來似乎沒有什麼出路。家庭與學校對比利的成長影響很深。他的兄長祖德（英語：Jud）也是一名礦工，平時對比利不太關心，有時還會虐打他。自小父母離異，母親亦不懂管教。比利在缺乏照顧下，經常做出一些叛逆的行為，例如逃學、偷竊、打架。在學校與同學的關係不佳，老師也認為他沒有什麼前途。
除了打架、發白日夢，比利在學校沒有其他正常的活動。他只擔心畢業之後要像兄長一樣當礦工，但他並沒有勇氣去擺脫這個「宿命」。直至他從樹林裡捉到一隻鷹，他醉心於訓練這隻寵物，致令他在悲慘的生命中尋找到一點安慰。
比利為鷹改名凯斯（英語：Kes）。在訓練凯斯的期間，比利的自信心與成就感因而建立起來。某次在課堂上，他滿有自信的向同學介紹訓練鷹的技巧，獲得同學的掌聲。他的英文老師法寻先生（英語：Mr. Farthing）亦主動地去了解他的寵物。比利初次感到被他人認同的喜悅。
好景不长。某日，比利侵吞了兄長賭馬的金錢，下注的馬最後竟勝出了，兄長在一怒之下，把比利的凯斯杀掉了。比利知道他唯一的朋友沒有救了，傷痛欲絕。在影片的結局中，比利親手將凯斯埋入泥土中，他亦無奈地回到孤獨的境地裡。

## 演員
- 大卫·布拉德利（英语：Dai Bradley）飾演比利·卡士柏（英語：Billy Casper）。
- 弗雷迪·弗莱彻（英语：Freddie Fletcher）飾演祖德（英語：Jud），比利兄長。
- 琳恩·佩里（英语：Lynne Perrie）飾演比利母亲。
- 科林·韦兰（英语：Colin Welland）飾演法寻先生（英語：Mr. Farthing），为比利英文教師。